# Rodrigo Peña Murrieta
Rodrigo Peña Murrieta fue un médico y político peruano
Cursó sus estudios de medicina humana en la Facultad de Medicina de San Fernando, graduándose de bachiller en 1899 con la tesis "Acción de la analgesina sobre los procesos de la queratitis, conjuntivitis y querato-conjuntivitis flictenulares".
Entre 1904 y 1906 fue designado Alcalde de Huancayo. Ocuparía nuevamente dicho puesto entre 1908 y 1909. En 1907 fue elegido diputado por la provincia de Huancayo durante el gobierno de José Pardo y Barreda y se reeligió en 1913. Durante este último periodo, ocupó el cargo de vicepresidente de la cámara de diputados.